# لارنس وای. شرمن
لارنس وای. شرمن (به انگلیسی: Lawrence Yates Sherman) سناتور سابق عضو حزب جمهوری‌خواه ایالات متحده آمریکا بود. وی در سال ۱۹۱۳ تا ۱۹۲۱ میلادی سناتور ایالت ایلی‌نوی در سنای ایالات متحده آمریکا بود.